# محوطه قارخودلو
محوطه قارخودلو مربوط به هزاره اول است و در شهرستان بوئین‌زهرا، بخش آوج، روستای شهید آباد واقع شده و این اثر در تاریخ ۱۱ شهریور ۱۳۸۲ با شمارهٔ ثبت ۹۷۷۵ به‌عنوان یکی از آثار ملی ایران به ثبت رسیده است.